# Dobrevți, Loveci
Dobrevți (în bulgară Добревци) este un sat în comuna Iablanița, regiunea Loveci,  Bulgaria. 

## Demografie
Componența etnică a satului Dobrevți
     Romi (13,91%)
     Turci (1,19%)
     Bulgari (82,7%)
     Nicio identificare (2,18%)
La recensământul din 2011, populația satului Dobrevți era de 503 locuitori. Din punct de vedere etnic, majoritatea locuitorilor (82,7%) erau bulgari, existând și minorități de romi (13,91%) și turci (1,19%). Pentru 2,18% din locuitori nu este cunoscută apartenența etnică.